# Enrico Lo Verso
Enrico Lo Verso (ur. 18 stycznia 1964 w Palermo) – włoski aktor.

## Życiorys

### Wczesne lata
Urodził się w Palermo, w regionie Sycylia, w prowincji Palermo jako syn inżyniera i nauczycielki. W młodym wieku brał udział w kilku kursach teatralnych. Studiował aktorstwo w Centro sperimentale di cinematografia w Rzymie i Istituto Nazionale del Dramma Antico (INDA).

### Kariera
Grał w kilku produkcjach teatralnych, zanim zadebiutował w 1988 jako Geraci we francusko-włoskim dramacie Akt bólu (Atto di dolore) z Claudią Cardinale i Bruno Cremerem. Następnie można go było zobaczyć w komediodramacie Nerwowi chłopcy (Ragazzi nervosi, 1989) z Domiziano Arcangelim, komedii Nic nie może nas powstrzymać (Nulla ci può fermare, 1989) z Margheritą Buy, Paolo Ferrarim, Sergio Rubinim i Margaret Mazzantini oraz miniserialu Zemsta panny młodej (Donna d’onore, 1990) u boku Carol Alt i Erica Robertsa.
W 1991 trafił do amerykańskiej komedii kryminalnej Hudson Hawk z Bruce’em Willisem, ale punkt zwrotny w karierze nastąpił po roli młodego karabiniera Antonio w dramacie Gianniego Amelio Złodziej dzieci (Il ladro di bambini, 1992). Do roli początkowo został wybrany Antonio Banderas. Amelio zaangażował go do swoich dwóch innych filmów: Lamerica (1994) i Echa dzieciństwa (Così ridevano, 1998) w roli emigranta z Sycylii Giovanniego, za którą otrzymał włoską nagrodę Grolla d’oro oraz był nominowany do Nastro d’argento i David di Donatello.
Po występie w dramacie policyjnym Obstawa (La Scorta, 1993) zagrał postać Riccardo Broschiego w filmie Farinelli: ostatni kastrat (Farinelli, 1994), który przyniósł mu popularność we Francji. W telewizyjnym filmie starotestamentowym TNT Mojżesz (Moses, 1995) zagrał Jozuego. W dramacie historycznym Bandyci (Li chiamarono... briganti!, 1999) wystąpił jako Carmine Crocco, XIX-wieczny przywódca jednej z grup tzw. brygantów, działających we Włoszech.
Zagrał też w miniserialu Nędznicy (Les Misérables, 2000) z Gérardem Depardieu i Johnem Malkovichem, w telefilmie nowotestamentowym Judasz z Kariothu (Gli Amici di Gesù – Giuda, 2001) jako tytułowy Judasz Iskariota, dramacie erotycznym Johna Irvina Subtelna sztuka miłości, czyli Mine Ha-Ha (The Fine Art of Love: Mine Ha-Ha, 2005) z Jacqueline Bisset i Natalią Teną, dreszczowcu Mediolan Palermo – Powrót (Milano Palermo – Il ritorno, 2007) z Giancarlo Gianninim i Raoulem Bovą. W 2010 był nominowany do nagrody David di Donatello za rolę Minicu w tragikomedii Giuseppe Tornatorego Baaria (2009).
Ożenił się z Eleną, mają syna Giacomo (ur. 1993).

## Filmografia

### Filmy fabularne
- 1989: Ragazzi nervosi
- 1989: I Taràssachi
- 1991: Akt skruchy (Atto di dolore) jako Geraci
- 1991: Hudson Hawk jako Praktykant
- 1992: Przyjaciółki od serca (Le Amiche del cuore) jako Lucio
- 1992: Gibellina, Metamorphosis of a Melody
- 1992: Złodziej dzieci (Il Ladro di bambini) jako Antonio
- 1993: Mario, Maria i Mario (Mario, Maria e Mario) jako Mario Della Rocca
- 1993: Obstawa (La Scorta) jako Andrea Corsale
- 1994: Lamerica jako Gino
- 1994: Farinelli: ostatni kastrat (Farinelli) jako Riccardo Broschi
- 1995: Niebo coraz bardziej błękitne (Il Cielo è sempre più blu) jako Listonosz
- 1996: Milim jako Obrońca z Masada
- 1997: Jak bardzo mnie pragniesz (Come mi vuoi) jako Domenico/Desideria
- 1997: Naja jako Carmelo
- 1998: Echa dzieciństwa (Cosi ridevano) jako Giovanni
- 1998: Del perduto amore jako Satriano
- 1999: Méditerranées jako Gilles
- 1999: Bandyci (Li chiamarono... briganti!) jako Crocco
- 2001: Hannibal jako Gnocco
- 2002: Miguel Juan (L’Amore imperfetto) jako Sergio
- 2004: Tre giorni di anarchia jako Giuseppe
- 2005: The Fine Art of Love: Mine Ha-Ha jako inspektor
- 2005: Che Guevara jako Fidel
- 2006: Nowe imperium (L’Inchiesta) jako Szymon Piotr
- 2006: Salvatore – Questa è la vita jako Marco Brioni
- 2006: Alatriste jako Gualterio Malatesta
- 2006: Whitepaddy jako Stefano
- 2007: Milano-Palermo: il ritorno jako Rocco Scalia
- 2007: Las 13 rosas jako Cánepa
- 2007: Wino i pocałunki (Come le formiche) jako Fabrizio
- 2007: La Carta esférica jako Palermo
- 2007: Blodsbånd jako Bekim
- 2008: Opowieści włoskich żon
- 2012: Bitwa pod Wiedniem jako Kara Mustafa

### Filmy TV
- 1991: Zemsta panny młodej (Vendetta: Secrets of a Mafia Bride) jako Vito
- 1995: Mojżesz (Moses) jako Jozue
- 2001: Judasz z Kariothu (Gli Amici di Gesù – Giuda) jako Judasz Iskariota
- 2004: Posso chiamarti amore? jako Turi
- 2004: Część czasu (Part Time)
- 2008: Una Madre jako Rocco

### Seriale TV
- 1992: Scoop
- 2000: Nędznicy (Les Misérables) jako Marius
- 2007: La Baronessa di Carini jako Don Mariano
- 2008: Opowieści włoskich żon (Mogli a pezzi) jako Karim

### Filmy krótkometrażowe
- 1990: Kwiecień (Aprile)
- 1990: Duet jako muzyk
- 1990: Scacco al re!